# Religija u Andori
Religija u Andori zastupljena je s nekoliko vjerskih zajednica.

## Povijest
U starom vijeku ovdje su do dolaska Rimljana bila raširena lokalna poganska vjerovanja. Dolaskom Rimljana širi se rimska vjera. Andora je jednim od krajeva gdje se kršćanstvo rano proširilo. Pripadalo je zapadnom kršćanskom krugu. Arapskim osvajanjima primicao se islam koji se nije ukorijenio. Katolička rekonkvista rješava pitanje islama, a protestantski pokret poslije također se nije ukorijenio.

## Broj vjernika
Procjene koje navodi CIA za 2011. godinu govore o sljedećem vjerskom sastavu:
- rimokatolici su prevladavajući

## Galerija
- Širenje kršćanstva u Europi i na Sredozemlju.
- Europa u doba velike podjele 1054. godine.
- Religija u Europi, na Sredozemlju i na Bliskom Istoku 1100.
- Religije u Europi 1560.